# اینینگ ام هولتس
اینینگ ام هولتس (به آلمانی: Inning am Holz) یک شهر در آلمان است که در بایرن واقع شده‌است.

## خصوصیات
اینینگ ام هولتس ۱۱٫۸۳ کیلومترمربع مساحت دارد ۵۰۵ متر بالاتر از سطح دریا واقع شده‌است.